# Sławosz Szydłowski

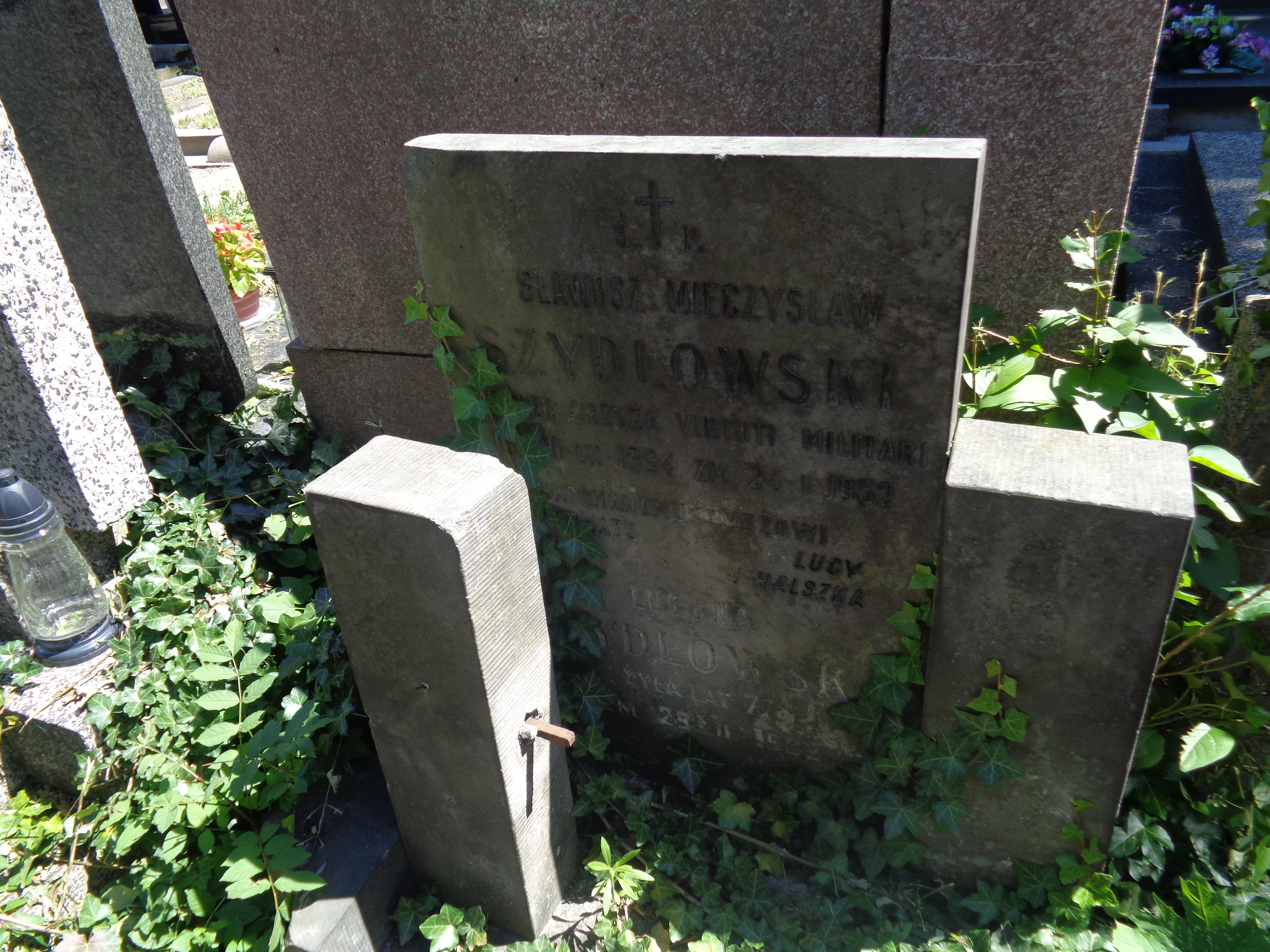
Grób Sławosza Szydłowskiego na cmentarzu Powązkowskim

Sławosz Mieczysław Szydłowski (ur. 20 lipca 1894 w Staszówku, zm. 24 stycznia 1952 w Warszawie) – polski działacz niepodległościowy, lekkoatleta, olimpijczyk, rotmistrz Wojska Polskiego, kawaler Orderu Virtuti Militari.

## Życiorys
Ukończył IV Gimnazjum we Lwowie (w 1913), a następnie rozpoczął studia na Politechnice Lwowskiej na kierunku inżynierii górniczej, które przerwał, gdy 16 sierpnia 1914 wstąpił do Legionów Polskich. Walczył w kampaniach karpackiej, bukowińskiej i wołyńskiej. Od 3 listopada 1918 w Wojsku Polskim. W wojnie polsko-ukraińskiej brał udział w walkach o Małopolskę Wschodnią i o Lwów.
W 1920 został mianowany na stopień porucznika. W latach 1921–1922 był instruktorem lekkiej atletyki w Centralnej Szkole Wojskowej Gimnastyki i Sportu w Poznaniu służąc jednocześnie w 23 pułku ułanów. W 1924 zdemobilizowany. Na stopień rotmistrza rezerwy został awansowany ze starszeństwem z 19 marca 1939 i 2. lokatą w korpusie oficerów kawalerii.
Po zwolnieniu z wojska pracował w Warszawie jako urzędnik.
W czasie okupacji brał udział w konspiracji. Walczył w powstaniu warszawskim.
Został pochowany na cmentarzu Powązkowskim (kwatera 92-4-21).

### Kariera sportowa
Był jednym z pierwszych wybitnych lekkoatletów niepodległej Polski. Specjalizował się w rzutach. trzynaście razy zdobywał tytuł mistrza Polski:
- rzut dyskiem – 1920, 1922, 1923, 1924 i 1925
- rzut młotem – 1923
- rzut oszczepem – 1920, 1921, 1922, 1923 i 1934
- rzut oszczepem oburącz – 1921 i 1927

Pięć razy był wicemistrzem Polski: pchnięcie kulą – 1920 i 1923, rzut dyskiem – 1927 i rzut oszczepem – 1925 i 1926. Zdobył również brązowe medale w rzucie dyskiem (1921 i 1926) i rzucie oszczepem (1927).
Był pięciokrotnym rekordzistą Polski w rzucie oszczepem (trzykrotnie), dyskiem i młotem.
Znalazł się w gronie zawodników nominowanych do kadry na Igrzyska Olimpijskie w 1920. Z powodu wojny polsko-bolszewickiej Polska nie wysłała jednak ostatecznie reprezentacji na te zawody.
Wystąpił na Igrzyskach Olimpijskich w 1924 w Paryżu, gdzie był chorążym polskiej reprezentacji. Startował w rzucie dyskiem i rzucie oszczepem, ale odpadł w eliminacjach. Zwyciężył za to w tych konkurencjach podczas Letnich Mistrzostw Świata Studentów w Warszawie w tym samym roku. Czterokrotnie wystąpił w meczach reprezentacji Polski (w latach 1922–1931).
Startował w barwach Pogoni Lwów (1913–1924) i AZS Warszawa (1924–1931). W 1931 zakończył uprawianie sportu.

## Ordery i odznaczenia
- Krzyż Srebrny Orderu Wojskowego Virtuti Militari nr 3030 – 10 sierpnia 1922[4]
- Krzyż Niepodległości – 4 lutego 1932 „za pracę w dziele odzyskania niepodległości”[5]
- Krzyż Walecznych dwukrotnie
- Złoty Krzyż Zasługi z Mieczami
- Złoty Krzyż Zasługi – 19 marca 1931 „za zasługi na polu wychowania fizycznego i rozwoju sportu”[6]
- Krzyż Obrony Lwowa
- Odznaka Honorowa „Orlęta”